# Nemastoma (geslacht)
Nemastoma is een geslacht van hooiwagens uit de familie Nemastomatidae (Aardhooiwagens).
De wetenschappelijke naam Nemastoma is voor het eerst geldig gepubliceerd door C.L. Koch, in Hahn & C.L. Koch in 1836. 

## Soorten
Nemastoma omvat de volgende 93 soorten:
- Nemastoma acrospinosum
- Nemastoma aeginum
- Nemastoma amulleri
- Nemastoma anatolicum
- Nemastoma armeniacum
- Nemastoma atticum
- Nemastoma bacilliferum
- Nemastoma bidentatum
- Nemastoma bimaculosum
- Nemastoma bipunctatum
- Nemastoma boenicum
- Nemastoma bolei
- Nemastoma brevipalpatum
- Nemastoma caecum
- Nemastoma cancellatum
- Nemastoma caporiaccoi
- Nemastoma carbonarium
- Nemastoma carpathicum
- Nemastoma corcyraeum
- Nemastoma corneluttii
- Nemastoma cypricum
- Nemastoma dentigerum
- Nemastoma dubium
- Nemastoma emigratum
- Nemastoma ferkeri
- Nemastoma filipes
- Nemastoma formosum
- Nemastoma franzi
- Nemastoma funebre
- Nemastoma gallwitzi
- Nemastoma gigas
- Nemastoma globuliferum
- Nemastoma goliae
- Nemastoma gostivarense
- Nemastoma grabovicae
- Nemastoma gracile
- Nemastoma hankiewiczii
- Nemastoma hermanni
- Nemastoma ikarium
- Nemastoma insulare
- Nemastoma ios
- Nemastoma kastneri
- Nemastoma leiobunum
- Nemastoma lessinensis
- Nemastoma lilliputanum
- Nemastoma lindbergi
- Nemastoma longipalpatum
- Nemastoma longipes
- Nemastoma lugubre
- Nemastoma maarebense
- Nemastoma macedonicum
- Nemastoma machadoi
- Nemastoma mackenseni
- Nemastoma manicatum
- Nemastoma megarae
- Nemastoma moesiacum
- Nemastoma monchiquense
- Nemastoma montenegrinum
- Nemastoma multisignaltum
- Nemastoma navarrense
- Nemastoma nervosum
- Nemastoma nigrum
- Nemastoma perfugium
- Nemastoma polonicum
- Nemastoma pyrenaeum
- Nemastoma radewi
- Nemastoma reimoseri
- Nemastoma rhinoceros
- Nemastoma riparium
- Nemastoma romanium
- Nemastoma rude
- Nemastoma ryla
- Nemastoma santorinum
- Nemastoma sarae
- Nemastoma scabriculum
- Nemastoma schenkeli
- Nemastoma schuelleri
- Nemastoma senussium
- Nemastoma sexmucronatum
- Nemastoma simplex
- Nemastoma sketi
- Nemastoma spinosissima
- Nemastoma spinulosum
- Nemastoma strasseri
- Nemastoma stussineri
- Nemastoma tenebricosum
- Nemastoma tenue
- Nemastoma titaniacum
- Nemastoma transsylvanicum
- Nemastoma triste
- Nemastoma troglodytes
- Nemastoma tunetanum
- Nemastoma vitynae